# Williams FW05
La Williams FW05 , nota anche come Wolf-Williams FW05, è una vettura di Formula 1, realizzata sulla base della Hesketh 308C, utilizzata nel 1976 dalla Frank Williams Racing Cars poi diventata  Walter Wolf Racing.

## Storia
Frank Williams, non ancora divenuto costruttore, nel 1976 ebbe tra i suoi finanziatori l'industriale canadese Walter Wolf, che acquistò dalla Hesketh le 308C della stagione precedente per 450,000 sterline; sviluppata da Harvey Postlethwaite, autore del progetto originale assunto in seno alla squadra inglese, la vettura venne chiamata FW05. Sul telaio monoscocca in alluminio venne montato il motore Ford Cosworth DFV abbinato ad un cambio Hewland DG 400. Nel corso della stagione il Frank Williams Racing Cars venne rilevato da Walter Wolf e prese il nome di Walter Wolf Racing.

## Piloti
| Vettura | Nazione              | Nome            | Gran Premi |
| ------- | -------------------- | --------------- | ---------- |
| 20      | Belgio (bandiera)    | Jacky Ickx      | 8          |
| 20      | Italia (bandiera)    | Arturo Merzario | 6          |
| 21      | Francia (bandiera)   | Michel Leclère  | 7          |
| 21      | Australia (bandiera) |                 |            |
| 21      | Austria (bandiera)   | Hans Binder     | 1          |

## Risultati
| Anno | Team          | Motore | Gomme    | Piloti   |   |    |    |    |    |    |     |    |    |     |     |     |  |     |     |     | Punti | Pos. |
| ---- | ------------- | ------ | -------- | -------- | - | -- | -- | -- | -- | -- | --- | -- | -- | --- | --- | --- |  | --- | --- | --- | ----- | ---- |
| 1976 | Williams Wolf | Ford   | Goodyear | Ickx     | 8 | 16 | NQ | 7  | NQ | NQ |     | 10 | NQ |     |     |     |  |     |     |     | 0     | 17º  |
| 1976 | Williams Wolf | Ford   | Goodyear | Leclère  |   | 13 | NQ | 10 | 11 | 11 | Rit | 13 |    |     |     |     |  |     |     |     | 0     | 17º  |
| 1976 | Williams Wolf | Ford   | Goodyear | Merzario |   |    |    |    |    |    |     |    |    | Rit | Rit | Rit |  | Rit | Rit | Rit | 0     | 17º  |
| 1976 | Williams Wolf | Ford   | Goodyear | Brown    |   |    |    |    |    |    |     |    |    |     |     |     |  |     |     | 14  | 0     | 17º  |
| 1976 | Williams Wolf | Ford   | Goodyear | Binder   |   |    |    |    |    |    |     |    |    |     |     |     |  |     |     | Rit | 0     | 17º  |